# Vaccaria grandiflora
Vaccaria grandiflora är en nejlikväxtart som först beskrevs av Nicolas Charles Seringe, och fick sitt nu gällande namn av Hippolyte François Jaubert och Spach. Vaccaria grandiflora ingår i släktet åkernejlikor, och familjen nejlikväxter. Inga underarter finns listade i Catalogue of Life.